# 금빛송이
금빛송이(Tricholoma equestre, Tricholoma flavovirens, 말 위의 남자, man on horseback 또는 노란 기사, yellow knight)라는 버섯종은 송이속의 균계 종으로 소나무와 외생균근을 형성한다.
전 세계적으로 식용 버섯으로 소중히 여겨져 왔으며, 특히 프랑스와 포르투갈 중부에 풍부하다. 맛이 좋다고 여겨지지만, 이 종을 섭취하여 버섯 중독이 발생한 사례가 유럽에서 보고되었다.

## 분류학
금빛송이는 칼 폰 린네에게 알려져 있었으며, 그는 1753년 자신의 저서 식물의 종 제2권에서 이를 공식적으로 기술하며 Agaricus equestris라는 이름을 부여했다. 이는 1793년 페르순이 기술한 Agaricus flavovirens보다 앞선다. 따라서 라틴어로 "말에 관한"을 의미하는 이 특정 소명은 이 버섯이 알려진 또 다른 학명인 Tricholoma flavovirens보다 우선권을 가진다. 이 종은 독일의 파울 쿰머에 의해 1871년 저서 Der Führer in die Pilzkunde에서 송이속으로 분류되었다. 속명은 고대 그리스어 trichos/τριχος '털'과 loma/λωμα '가장자리', '술' 또는 '경계'에서 유래한다.
일반적인 이름으로는 말 위의 남자, 노란 기사, 안장 모양 송이가 있다.

## 묘사
갓은 너비가 5–15 센티미터 (2–6 in)이며 보통 노란색이고 특히 중앙에 갈색 부분이 있다. 갓을 덮는 표피층은 끈적거리며 벗겨낼 수 있다. 노란색 자루는 길이가 4–10 cm이고 너비가 1–2 cm이며, 밑동은 갈색을 띤다. 버섯주름도 노란색이며 포자는 흰색으로, 흰색 포자 흔적을 생성한다.

### 유사종
이 종은 T. auratum, T. aestuans, T. intermedium, T. sejunctum, T. sulphureum과 같이 송이속의 다른 다양한 종들과 쉽게 혼동될 수 있다. 다른 유사종으로는 Floccularia albolanaripes와 F. luteovirens가 있다.

## 독성
이 종은 오랫동안 가장 맛있는 식용 버섯 종 중 하나로 높이 평가되었으며 (일부 저자에게는 여전히 그렇다) 유럽 시장에서 판매되었다. 중세 프랑스 기사들은 이 종을 자신들만을 위해 남겨두고, 하급 농민들을 위해 보리수버섯(황소비단그물버섯)을 남겨두었다고 전해진다.
처음으로 우려가 제기된 곳은 프랑스 남서부였다. 중독된 사람들은 모두 치료 전 2주 이내에 금빛송이가 포함된 식사를 세 번 이상 섭취했다. 버섯이 포함된 마지막 식사 후 1~4일 뒤, 환자들은 근육 약화를 보고했으며, 때로는 통증이 동반되었다. 이 약화는 3~4일 동안 계속되었고, 뻣뻣함과 오줌의 색이 어두워지는 증상이 동반되었다. 메스꺼움, 땀 흘림, 얼굴 붉어짐도 기록되었지만, 발열은 없었다.
현재까지 북미에서는 중독 사례가 보고되지 않았으며, 해당 버섯들이 사실은 매우 유사한 외관을 가진 다른 종일 수 있다는 추측이 있다. 분자 연구에 따르면 서해안에서는 여러 종이 동의어 T. flavovirens로 식별되었을 수 있다.
금빛송이 중독으로 치료받은 환자들이 사망한 사례가 보고되었는데, 이는 중독의 결과일 가능성이 높다. 이 버섯의 독은 아직 알려지지 않았다. 중독의 기본적인 메커니즘은 골격근 섬유의 세포막을 손상시키는 횡문근융해증으로 의심된다. 이 질환에서 산소 운반 근육 단백질인 미오글로빈이 방출되어 오줌에 나타나며, 근육통과 오줌의 갈색 변색과 같은 증상을 유발한다.
2018년 폴란드에서 건강한 자원봉사자 10명을 대상으로 한 연구에서는 한 끼 식사로 튀긴 금빛송이 300g(정상 용량의 약 2배)을 섭취하게 했으나, 아무런 결과나 변화도 보고되지 않았다. 그러나 2020년 체계적 문헌고찰에서는 혈장 크레아틴 키나아제(CK) 전염증성 활성 상승을 나타내는 여러 연구를 강조했으며, 다른 간 기능 생체표지자에 미치는 영향과 함께 우려의 원인과 "이 종을 채취하고 섭취하지 말 것"을 제안했다. 같은 2020년 연구에서 그들은 다른 식용 버섯을 사용하여 동일한 혈장 CK 수치를 기록했다. 예를 들어, 금빛송이에서 얻은 것과 동일한 수치는 그물버섯에서도 얻어졌다.

## 문화에서
독일어로는 Grünling, 폴란드어로는 gąska zielonka, 포르투갈어로는 míscaro, 프랑스어로는 canari로 알려져 있다.

## 같이 보기
- 송이버섯
- 버섯 채집
- 치명적인 균류 목록
- 북미 송이속 목록
- 송이속 종 목록